# Freddy Vanmassenhove
Freddy Vanmassenhove is een Belgisch politicus voor Open Vld. Hij was burgemeester van Sint-Martens-Latem.

## Biografie
Vanmassenhove studeerde regentaat wiskunde-fysica. Hij ging werken als ambtenaar bij de RTT, later Belgacom. Hij werd er later directeur HR en projectleider HRM. Daarnaast was hij van 1983 tot 1987 kabinetsmedewerker van Herman De Croo en van 1998 tot 2002 van Rik Daems.
Vanmassenhove was ook zelf politiek actief in Sint-Martens-Latem en werd er na de verkiezingen van 1988 gemeenteraadslid in de oppositie. Bij de verkiezingen van 2000 kwam hij op met een lijst van liberalen en onafhankelijken. Hij kon uittredend burgemeester Bob Van Hooland van de lijst Welzijn naar de oppositie verdringen en werd vanaf 2001 burgemeester. Bij de verkiezingen van 2006 verloor zijn lijst VLDplus drie zetels, maar met enkele anderen kon hij een nieuwe coalitie vormen en hij bleef burgemeester. In 2012 trok de lijst naar de verkiezingen onder de naam "Voor Latem en Deurle". Vanmassenhove, die geen ambitie meer had voor een derde volledige ambtstermijn, werd lijstduwer. De partij verloor echter verder en werd weer naar de oppositie verwezen. Vanmassenhove werd opgevolgd door Agnes Lannoo van de lijst Welzijn.